# بني كمرة (بني تور)
بني كمرة هو دُوَّار يقع بجماعة قصيبية، إقليم سيدي سليمان، جهة الرباط سلا القنيطرة في المملكة المغربية. ينتمي الدوّار لمشيخة بني تور التي تضم 13 دوار. يقدر عدد سكانه بـ 796 نسمة حسب الإحصاء الرسمي للسكان والسكنى لسنة 2004.

## روابط خارجية
- البوابة الوطنية للجماعات الترابية نسخة محفوظة 12 مارس 2018 على موقع واي باك مشين.
- المندوبية السامية للتخطيط